# 勒杰南德冈
勒杰南德冈（Rajnandgaon）是印度恰蒂斯加尔邦Rajnandgaon县的一个城镇。总人口143727（2001年）。

## 人口
该地2001年总人口143727人，其中男性72964人，女性70763人；0—6岁人口18232人，其中男9343人，女8889人；识字率72.72%，其中男性为79.75%，女性为65.47%。